# Sinfonia n. 72 (Haydn)
La Sinfonia n. 72 in Re maggiore di Franz Joseph Haydn fu composta per l'orchestra della corte Esterházy di Eisenstadt nell'agosto del 1763. Tuttavia, non è stata inserita nel catalogo Hoboken rispettando l'ordine cronologico di composizione.

## Struttura
Questa sinfonia è stata composta per un'orchestra di 2 oboi, un flauto, 4 corni ed archi. È una delle poche sinfonie dell'era classica ad utilizzare quattro corni anziché due.
Questo lavoro presenta tratti simili alla Sinfonia Hornsignal, a causa dei numerosi passaggi di corno solista, e si collega anche alla "Trilogia del Giorno", cioè le sinfonie 6, 7 ed 8 a causa dei passaggi in stile concertante degli altri strumenti.

## I movimenti
1. Allegro, 4/4
2. Andante, 6/8
3. Minuetto & Trio, 3/4
4. Finale: Andante (Thema. Var. I-VI), 2/4 - Presto, 6/8

I corni tacciono nel secondo movimento. Al loro posto vengono utilizzati passaggi di flauto e violino solisti.
Il minuetto inizia e termina con lo stesso tempo piano, con il finale che suona come un'eco. Gli archi non sono presenti nel trio, il quale è stato concepito per tutti gli strumenti a fiato, eccetto il flauto.
Il finale della sinfonia è nella forma di tema con variazioni e prevede numerosi assoli: del violino, del contrabbasso, del flauto, degli oboi e dei corni. Il movimento termina con un Presto in 6/8, con l'esaltazione dei corni.

## Discografia
- Philharmonia Hungarica, Antal Doráti, Decca 425926-2[4]